# Топольно
Топо́льно (укр. Топільне) — село в Рожищенской городской общине Луцкого района Волынской области Украины.
До 2020 года входило в Рожищенский район.
Код КОАТУУ — 0724586901. Население по переписи 2001 года составляет 1300 человек. Почтовый индекс — 45107. Телефонный код — 3368. Занимает площадь 2,58 км².

## Известные уроженцы и жители
В селе родился композитор В. И. Герасимчук.
7 января 1927 года в селе Топольно родился митрополит Феодосий (Процюк).